# Ван дер Хуве, Ян
Ян ван дер Ху́ве (нидерл. Jan van der Hoeve; 13 апреля 1878, Велзен (Сантпорт) — 26 апреля 1952, Лейден) — нидерландский офтальмолог. Он был признан за свои концепции о факоматозах. Ван дер Хуве окончил Университет Лейдена и получил докторскую степень в Университете Берна. Он стал профессором офтальмологии в Университете Гронингена, а затем в Университете Лейдена. Ван дер Хуве был избран президентом физического отделения Королевской нидерландской академии наук в 1932 году.

## Работы
- Van der Hoeve J. (1920). "Eye symptoms in tuberous sclerosis of the brain". Trans Ophthalmol Soc UK 40: 329–334